# Bökö
|  |  |

|  | Straight track |

|  | Station on track |

|  | Station on track |

|  | Unknown BSicon "hKRZWae" |

|  | Station on track |

|  | Unknown BSicon "ABZgr" |

|  | Station on track |

|  | Station on track |

|  | Station on track |

|  | Stop on track |

|  | Station on track |

|  | Station on track |

|  | Stop on track |

|  | Stop on track |

|  | Station on track |

|  | Station on track |

|  | Station on track |

|  | Station on track |

|  |  |

|  | Straight track |

|  | Station on track |

|  | Station on track |

|  | Unknown BSicon "hKRZWae" |

|  | Station on track |

|  | Unknown BSicon "ABZgr" |

|  | Station on track |

|  | Station on track |

|  | Station on track |

|  | Stop on track |

|  | Station on track |

|  | Station on track |

|  | Stop on track |

|  | Stop on track |

|  | Station on track |

|  | Station on track |

|  | Station on track |

|  | Station on track |

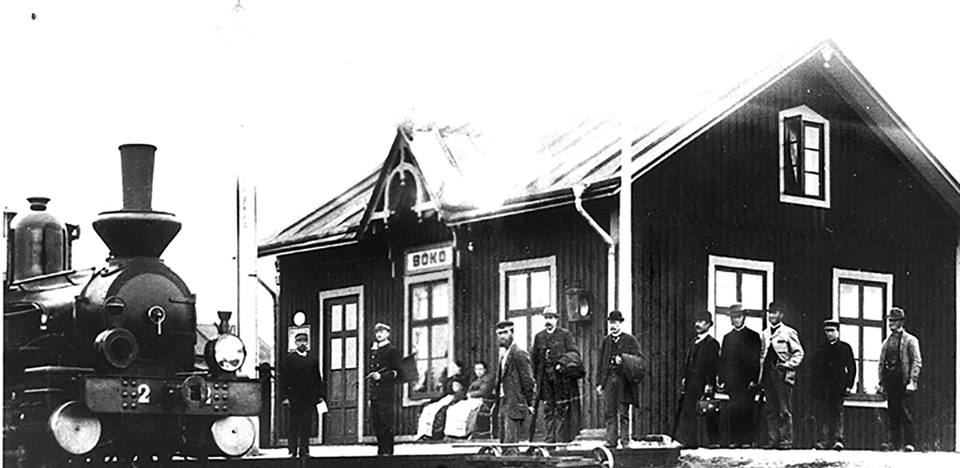
Bökö station, Halmstad-Bolmens Järnväg

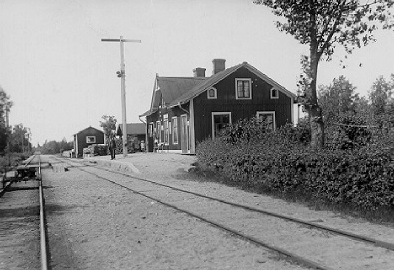
Bökö station

Bökö är en by i Lidhults socken i Ljungby kommun belägen några km väster om Lidhult vid Transjöns norra strand. 

## Historik
När Halmstad-Bolmens Järnväg byggdes i slutet på 1880-talet anlades här Bökö station. Därifrån lastades mest skogsprodukter, bl.a. props (gruvstöttor), som från Halmstad exporterades till England. I Bökö fanns då även mejeri, elverk och snickerifabrik. Under några år kring 1920 utvanns bränntorv från en mosse sydväst om stationen att användas till loken. 
Poststationen var förlagd till järnvägsstationen. Hela Halmstad-Bolmens Järnväg lades ner 1966. 